# Paris Bass
Paris Nickolas Bass, noto anche con lo pseudonimo di Basem Albebas (Birmingham, 29 agosto 1995), è un cestista statunitense.